# Mauerbohrer

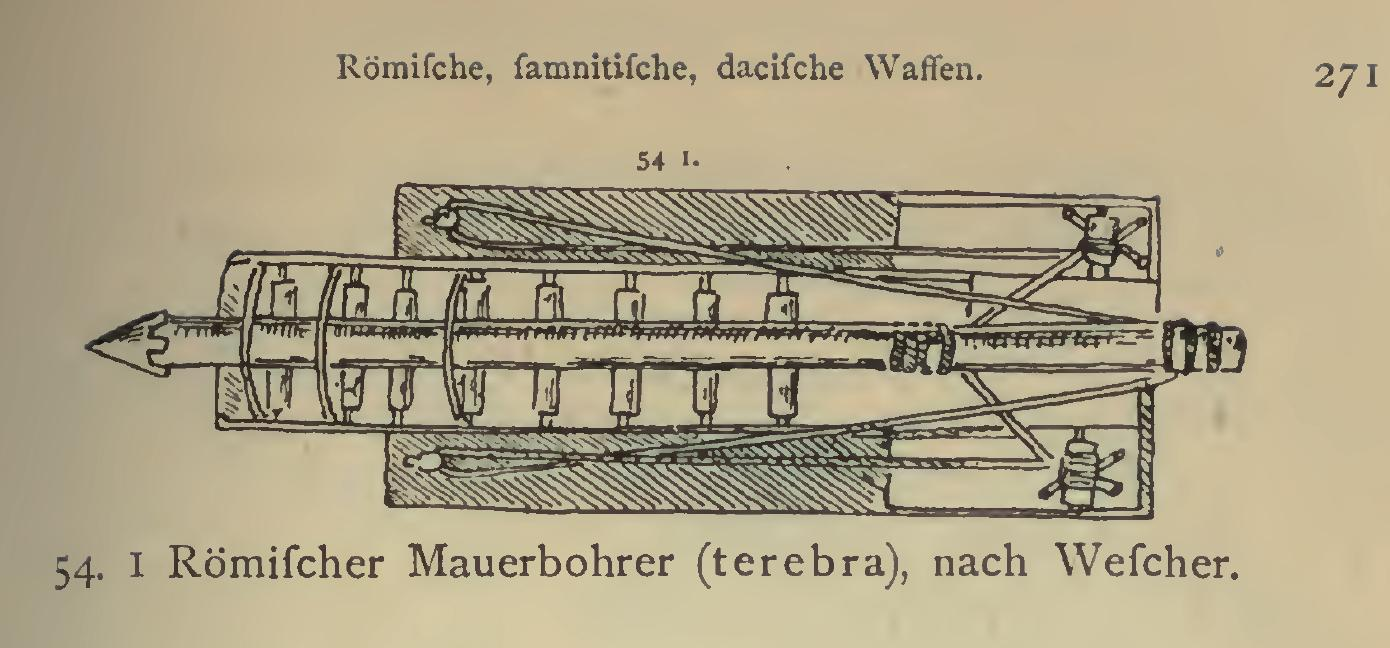
Römischer Mauerbohrer (terebra)

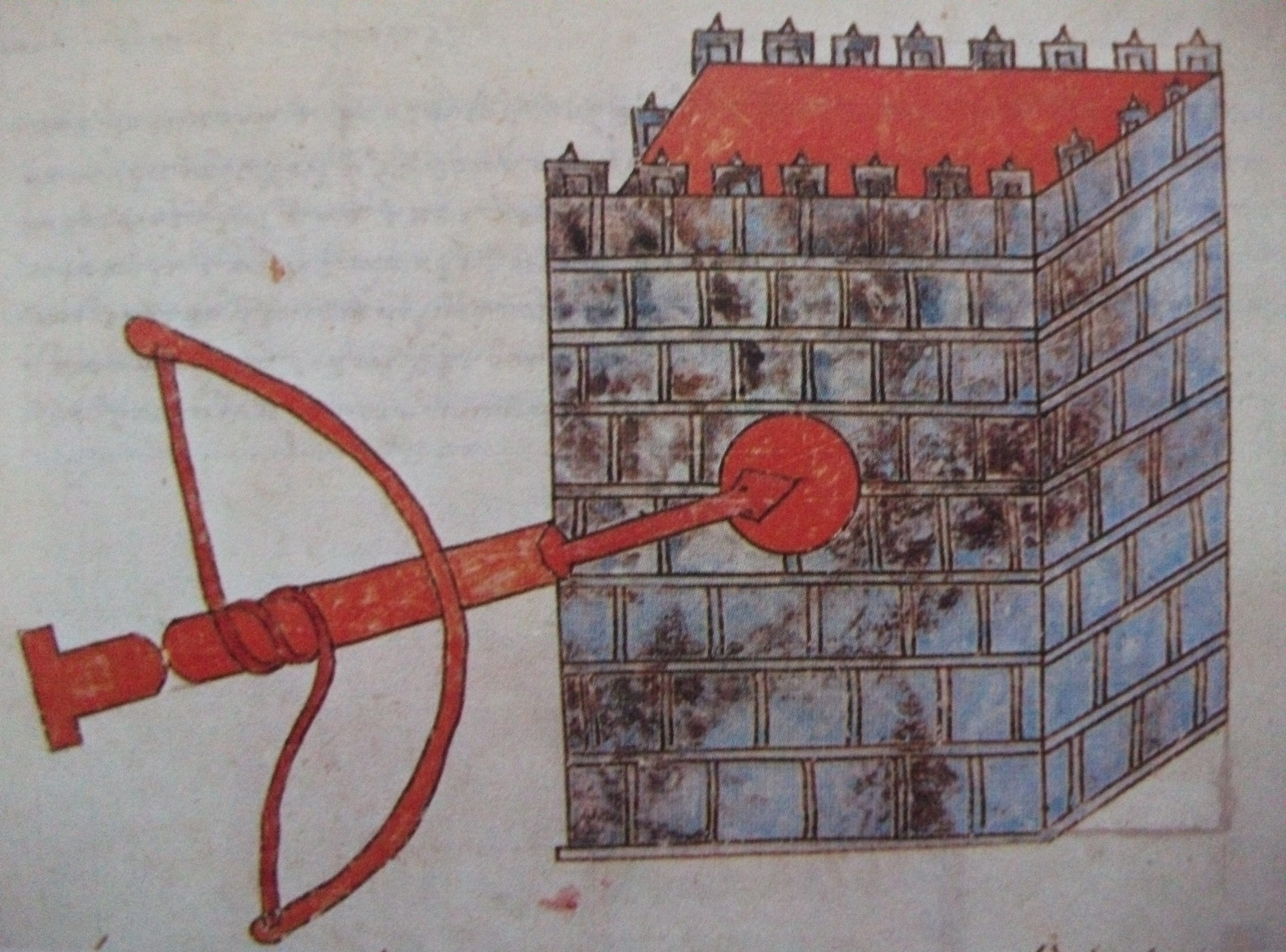
Abbildung eines Mauerbohrers in einem byzantinischen Heeresbericht aus dem 11. Jahrhundert

Mauerbohrer waren in der Antike unter dem Namen terebra und im Mittelalter unter dem Namen Tarant, Fuchs oder Krebs bekannte Belagerungsmaschinen.
Ein Mauerbohrer bestand aus einem etwa 15 m langen Baum, der vorn mit einem scharfen Spitzbohrer versehen war.
Mit Hilfe eines in einer Rinne gewickelten Seiles wurde der Baum gedreht und gleichzeitig vorwärts gezogen, um in die Fugen von Mauern einzudringen und sie zu öffnen. Nach Lockerung der Steine im Mauerwerk konnte man die Mauer der Festung oder Befestigung dann besser angreifen.